# Brachyrhinodon
Brachyrhinodon é um gênero de répteis pré-históricos que viveram durante o período Triássico, no início da Era dos Dinossauros. Pertencia à ordem Sphenodontida, sendo um parente do atual tuatara, da Nova Zelândia.